# Cometas por el cielo
 (avril 2025).
Si vous disposez d'ouvrages ou d'articles de référence ou si vous connaissez des sites web de qualité traitant du thème abordé ici, merci de compléter l'article en donnant les références utiles à sa vérifiabilité et en les liant à la section « Notes et références ».
Albums de La Oreja de Van Gogh
Nuestra Casa a la Izquierda del Tiempo
Cometas por el cielo est le septième album de La Oreja de Van Gogh, sorti en 2011.

## Titres
Les onze pistes de cet album sont :
1. La niña que llora en tus fiestas (La fille qui pleure à tes fêtes) 2:41
2. Día cero (Jour J ) 3:45
3. Paloma blanca (Colombe blanche) 4:10
4. Cometas por el cielo (Cerfs-volants dans le ciel) 3:40
5. Las noches que no mueren (Les nuits qui ne meurent pas) 3:36
6. El tiempo a solas (Le temps seul) 3:45
7. Promesas de primavera (Promesses de printemps) 3:04
8. Un minuto más (Une minute de plus) 4:23
9. Mi calle es Nueva York (Ma rue est New York) 2:46
10. Mientras quede por decir una palabra (Tant qu'il reste un mot à dire) 3:16
11. Esta vez no digas nada (Cette fois ne dis rien) 3:41

## Titres bonus
Cometas por el cielo "Edition digitale sur iTunes"
- Epifanía (Epiphanie) 3:20

Cometas por el cielo "Edition digitale sur Spotify"
- Me falta el aire (L'air me manque) 3:26